# Đường tỉnh 204
Đường tỉnh 204 hay tỉnh lộ 204, viết tắt ĐT204 hay TL204, là đường tỉnh có tỉnh Cao Bằng và tỉnh Hưng Yên, Việt Nam.

## Lộ trình

### Đường tỉnh 204 Cao Bằng
Đường tỉnh 204 ở huyện Hòa An và Hà Quảng, tỉnh Cao Bằng.
- Đường tỉnh 204 có chiều dài 51 km và được chia làm 2 đoạn:
  - Đoạn 1: Nặm Thoong – Mỏ Sắt Ngườm Cháng, dài 10 km, đạt cấp III, mặt đường bê tông nhựa.
  - Đoạn 2: Từ Mỏ Sắt – Đèo Mã Quỷnh – Thông Nông – lối mở Nà Quân (xã Cần Yên) dài 41 km, đường cấp V miền núi[4].
- Đường tỉnh 204 Cao Bằng bắt đầu từ Ngã ba Khau Lý trên Đường tỉnh 203, xã Đức Long huyện Hòa An. 22°46′42″B 106°07′03″Đ / 22,778224°B 106,117467°Đ Đường đi hướng tây bắc rồi tây nam, qua Nặm Thoong, thị trấn Thông Nông[2]. Từ thị trấn đường đi hướng tây bắc, đến lối mở Nà Quân, bản Nà Vài, xã Cần Yên ở biên giới Việt - Trung. 22°55′49″B 105°54′12″Đ / 22,930178°B 105,903408°Đ

### Đường tỉnh 204 Hưng Yên
Đường tỉnh 204 ở huyện Khoái Châu và Ân Thi, tỉnh Hưng Yên:
- Đường tỉnh 204, bắt đầu từ xã Liên Khê huyện Khoái Châu, nối với đường tỉnh 378.20°48′08″B 105°57′33″Đ / 20,802097°B 105,959032°Đ
- Đường đi hướng đông bắc tới xã Tân Phúc huyện Ân Thi, nối vào quốc lộ 38 [5].20°51′05″B 106°06′31″Đ / 20,851374°B 106,108505°Đ